# Pohlia
Pohlia (Nikkemos) er en slægt af mosser med omkring 155 arter udbredt over hele verden. 13 arter findes i Danmark. Slægten er opkaldt efter den tyske botaniker Johann Ehrenfried Pohl (1746-1800).
| Danske arter |

- Blød nikkemos Pohlia annotina
- Gulkuglet nikkemos Pohlia bulbifera
- Opaliserende nikkemos Pohlia cruda
- Fin nikkemos Pohlia camptotrachela
- Bæknikkemos Pohlia drummondii
- Langhalset nikkemos Pohlia elongata
- Trådnikkemos Pohlia filum

- Mørk nikkemos Pohlia lescuriana
- Gul nikkemos Pohlia lutescens
- Sandnikkemos Pohlia marchica
- Alm. nikkemos Pohlia nutans
- Snoet nikkemos Pohlia proligera
- Sphagnumnikkemos Pohlia sphagnicola